# Шопов, Станислав
Стани́слав Тихоми́ров Шо́пов (болг. Станислав Тихомиров Шопов; род. 23 февраля, 2002, Пловдив, Болгария) — болгарский футболист, полузащитник клуба ЦСКА (София) и сборной Болгарии.

## Клубная карьера
Воспитанник клуба «Ботев» из Пловдива. В 2018 году стал игроком основной команды. Дебютировал в Первой лиге Болгарии 2 марта 2019 года в матче с клубом «Дунав». В Кубке Болгарии дошёл с командой до полуфинала, где «Ботев» не смог одолеть столичный ЦСКА.
В 2020 году перешёл в нидерландский «Херенвен».. Параллельно играл за команду до 21 года. В Эредивизи сыграл 21 августа 2021 года в мачте с «Валвейком».
Летом 2022 года перешёл в софийский ЦСКА.